# Sonny Vaccaro
John Paul Vincent Vaccaro dit Sonny Vaccaro (né le 23 septembre 1939 à Trafford) est une personnalité américaine du marketing sportif.
Vaccaro est surtout connu pour son implication chez Nike où il a signé avec Michael Jordan son premier contrat de baskets. Vaccaro a travaillé également pour Adidas et Reebok.
Il est le fondateur du ABCD Camp (en) dans lequel de nombreux joueurs de basket-ball universitaires ont pu jouer entre 1984 et 2007.
Il a joué un rôle important dans le procès O'Bannon v. NCAA (en).
Dans le film Air (2023), son rôle est joué par Matt Damon.